# Nudochernes sudanensis
Espèce
Nudochernes sudanensis est une espèce de pseudoscorpions de la famille des Chernetidae.

## Distribution
Cette espèce est endémique du Soudan du Sud. Elle se rencontre vers Gilo.

## Étymologie
Son nom d'espèce, composé de sudan et du suffixe latin -ensis, « qui vit dans, qui habite », lui a été donné en référence au lieu de sa découverte, le Soudan anglo-égyptien.

## Publication originale
- Beier, 1953 : Ueber einige phoretische und phagophile afrikanische Pseudoscorpione. Revue de Zoologie et de Botanique Africaines, vol. 48, p. 73-78.